# Toszon

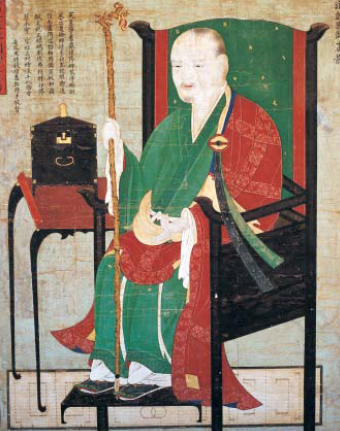
Toszon szerzetes

Toszon (hangul: 도선 국사, Toszon kuksza, handzsa: 道詵, RR: Doseon guksa) a Silla-időszak (i.e. 57 – i.sz. 935) egyik legnagyobb koreai buddhista szerzetese volt, a szon (seon) (禪, 선, japán zen) buddhista irányzathoz tartozott. Életéről különféle legendák szólnak. Nevét leggyakrabban a phungszu (pungsu)val (風水, 풍수), azaz a koreai fengsujjal és a jóslással kapcsolatban szokás említeni.

## Legendák
A történetek szerint már fiatalon, 15 évesen elvált a családjától, hogy szerzetesnek álljon. Mire elérte a felnőttkort, hatalmas bölcsességre tett szert. Élete során sorban látogatta a templomokat. Akkoriban sok szerzetes megfordult Kínában, hogy bővítse ismereteit, Toszon (Doseon)ról azonban úgy tartják, hogy ő nem járt kínai földön, és ő maga nem is alapított iskolát. A legendák szerint megjósolta Thedzso (Taejo) király (太祖, 태조, születési nevén Vanggon (Wanggeon), 王建, 왕건, uralkodott 918 és 943 között) felemelkedését, és legitimizálta is uralkodását. A jövendölésen kívül olyan tanácsokkal is ellátta a király apját, Vangnjung (Wangnyung)ot (王隆, 왕륭), hogy mi alapján válassza ki a megfelelő helyet a palotája megépítéséhez.

## Jelentősége
A korabeli szövegek nem említik szorosan együtt Toszon (Doseon) szerzetest és a buddhizmust, viszont Vanggon (Wanggeon) története a Korjoszában (Goryeosában) (高麗史 고려사, Korjo (Goryeo) története) rávilágít arra, hogy az uralkodók is mennyire fontosnak tartották a szerzetes elveit. Vanggon (Wanggeon) a fiának írt intelmei között külön kitért az építkezésekre is a politikai és adminisztrációs parancsokon kívül. Ezt összefoglaló néven Hunjosipcsónak (Hunyoshipjónak) (訓要十條, 훈요십조, „Tíz intelem”) nevezik. Az intelmek között a geomanciára vonatkozó kikötötte, hogy a jövőben a templomok és kolostorok helyét gondosan kell megválasztani, csak olyan helyre építkezhetnek, amely megfelel a Toszon (Doseon) által meghatározott elveknek.
Ma is található Szöul egyik külső kerületében egy Toszonsza (Doseonsa) (道詵寺, 도선사) nevű buddhista templom, amely mögött egy több méteres szobor emelkedik. Ennek keletkezését is a szerzetes mágiájának tulajdonítják. A jövendőmondók a pátriárkájuknak tekintik.

## Ajánlott irodalom
- Baker, D. 2008. Korean Spirituality. University of Hawaii Press.
- Hideaki, T. - Shigeyuki, O. 2012. Relationships Between Feng Shui and Landscapes of Changan and Heijo-kyo. Archi-Cultural Translations through the Silk Road. 2nd International Conference, Mukogawa Women's Univ., Nishinomiya, Japan. July 14.16. Proceeding.
- Yoon, H. 1975. "An Analysis of Korean Geomancy Tales" Asian Folklore Studies, Vol. 34, No. 1. Nanzan University.
- Yoon, H. 2003. "A Preliminary Attempt to Give a Birdseye View in the Nature of Traditional Eastern (Asian) and Western (European) Environmental Ideas"Environment Across Cultures (Ehlers, E. and Gethmann, C. F. eds). Springer-Verlag, Berlin&Heidelberg. 123-142.
- Yoon, H. 2006. The Culture of Feng Shui in Korea. Lexington Books.
- Yoon Hongkey (lecturer): The Role of Pungsu in Korean Culture. The 36th Societas Koreana Lecture Meeting. The Academy of Korean Studies. 2012.09.05.